# Funktory sprzężone
Funktory sprzężone – jedno z centralnych pojęć zaawansowanej teorii kategorii, ściśle związane z innymi ważnymi pojęciami, w szczególności z rozmaitymi zagadnieniami jednoznacznej faktoryzacji oraz z funktorami reprezentowalnymi poprzez funktory główne (zwane też hom-funktorami). W przeciwieństwie do wielu innych pojęć teorii kategorii, które można uznać za wysłowienie w języku kategorii intuicji oswojonych już w ramach algebry lub topologii, pojęcie funktora sprzężonego jest istotnie nowe.

## Definicja funktorów sprzężonych kowariantnych
Załóżmy, że {\displaystyle {\mathfrak {A}}} i {\displaystyle {\mathfrak {B}}} są kategoriami, a {\displaystyle \Phi \colon {\mathfrak {A}}\to {\mathfrak {B}}} i {\displaystyle \Psi \colon {\mathfrak {B}}\to {\mathfrak {A}}} są funktorami kowariantnymi. Zbiór morfizmów {\displaystyle A_{1}\to A_{2}} kategorii {\displaystyle {\mathfrak {A}}} będziemy oznaczać symbolem {\displaystyle \langle A_{1},A_{2}\rangle _{\mathfrak {A}}.} Funktor {\displaystyle \Phi } nazywa się lewym sprzężonym do funktora {\displaystyle \Psi } i zarazem {\displaystyle \Psi } nazywa się prawym sprzężonym do {\displaystyle \Phi ,} gdy istnieje naturalna równoważność bifunktorów:
{\displaystyle \omega _{A,B}\colon \langle \Phi (A),B\rangle _{\mathfrak {B}}\to \langle A,\Psi (B)\rangle _{\mathfrak {A}}}
(naturalna w obu zmiennych {\displaystyle A\in \mathrm {Ob} {\mathfrak {A}},B\in \mathrm {Ob} {\mathfrak {B}}}). Będziemy używać zapisu typu {\displaystyle \Gamma _{1}\rightleftharpoons \Gamma _{2}} na oznaczenie naturalnej równoważności funktorów {\displaystyle \Gamma _{1},\Gamma _{2}.} Warunek sprzężoności zapisany w postaci {\displaystyle \langle \Phi (A),B\rangle \rightleftharpoons \langle A,\Psi (B)\rangle } ułatwia zapamiętanie, który z funktorów jest lewym sprzężonym, a który prawym. Ponadto optycznie przypomina to definicję {\displaystyle \langle \Phi x,y\rangle =\langle x,\Psi y\rangle } operatora sprzężonego w przestrzeni Hilberta.

## Produkt i hom jako funktory sprzężone
Będziemy korzystać z tego, że dowolną funkcję dwóch zmiennych {\displaystyle f\colon A\times B\to C,} tradycyjnie oznaczaną symbolem {\displaystyle f(x,y),\;x\in A,\;y\in B,} można utożsamić z rodziną {\displaystyle \{g_{x}\}_{x\in A}} funkcji jednej zmiennej {\displaystyle g_{x}\colon B\to C} określonych jako {\displaystyle g_{x}(y)=f(x,y).} Ponieważ {\displaystyle g_{x}\in C^{B},} gdzie {\displaystyle C^{B}} oznacza zbiór wszystkich funkcji {\displaystyle B\to C,} przyporządkowanie to prowadzi, przy ustalonym zbiorze {\displaystyle B,} do naturalnej równoważności bifunktorów:
{\displaystyle \omega _{A,C}\colon \langle A\times B,\;C\rangle \to \langle A,\;C^{B}\rangle .}
Znaczy to, że funktor {\displaystyle -\!\times B{:}\ \mathbf {Set} \to \mathbf {Set} } mnożenia kartezjańskiego przez ustalony zbiór {\displaystyle B} jest lewym sprzężonym do funktora głównego {\displaystyle \langle B,-\rangle _{\mathbf {Set} },} wyznaczonego przez {\displaystyle B.} Kreska {\displaystyle -} jest tu symbolem zmiennej (za którą podstawić można symbole obiektów i morfizmów).
Rozpatrzmy przypadek, gdy {\displaystyle {\mathfrak {A}}} jest kategorią {\displaystyle \mathbf {Ab} } grup abelowych, kategorią {\displaystyle \mathbf {Vect_{K}} } przestrzeni liniowych nad ciałem {\displaystyle K} lub ogólniej kategorią {\displaystyle \mathbf {Mod_{R}} } modułów nad pierścieniem przemiennym {\displaystyle R} z jednością i oznaczmy przez {\displaystyle \mathrm {Hom} (A,B)} zbiór {\displaystyle \langle A,B\rangle _{\mathfrak {A}}} zaopatrzony w strukturę obiektów danej kategorii. W ten sposób Hom staje się bifunktorem {\displaystyle {\mathfrak {A}}^{\mathrm {op} }\times {\mathfrak {A}}\to {\mathfrak {A}}.} Wiążąc to ze znanymi związkami bimorfizmów na produktach {\displaystyle A\times B} (tzn. homomorfizmów względem każdej zmiennej osobno) z homomorfizmami na produktach tensorowych {\displaystyle A\otimes B,} stwierdzamy naturalną równoważność funktorów trzech zmiennych
{\displaystyle \mathrm {Hom} (?_{1}\otimes ?_{2},?_{3})} i {\displaystyle \mathrm {Hom} {\big (}?_{1},\mathrm {Hom} (?_{2},?_{3}){\big )},}
gdzie {\displaystyle ?_{1},?_{2},?_{3}} są symbolami tych zmiennych.

### Zastosowania w teorii homotopii
Ze sprzężenia funktorów {\displaystyle -\!\times \!A} i {\displaystyle \langle A,-\rangle } wynikają dalsze związki, kluczowe dla teorii homotopii. Rozważmy kategorię {\displaystyle \mathbf {Top} _{\diamond }} przestrzeni topologicznych {\displaystyle X} z wyróżnionymi punktami bazowymi {\displaystyle x^{\diamond }\!\in \!X} i przekształceń ciągłych zachowujących punkty bazowe. Jeśli {\displaystyle (A,a^{\diamond })} i {\displaystyle (B,b^{\diamond })} są obiektami, to przestrzeń {\displaystyle A\vee B} złożona z wszystkich par {\displaystyle (a,b)} takich, że {\displaystyle a=a^{\diamond }} lub {\displaystyle b=b^{\diamond },} jest ich koproduktem. Przestrzeń ilorazowa {\displaystyle A\wedge B=(A\times B)/(A\vee B)} zwana jest produktem ściągniętym (ang. smash product). Przez {\displaystyle \mathrm {Map} _{*}(X,Y)} oznaczymy zbiór morfizmów {\displaystyle \langle X,Y\rangle _{\mathbf {Top} _{\diamond }}} z topologią zwarto-otwartą. Jeżeli {\displaystyle A,X,Y} są przestrzeniami Hausdorffa i {\displaystyle A} jest ustaloną przestrzenią lokalnie zwartą, to otrzymujemy równoważność naturalną:
{\displaystyle \langle X\wedge A,\;Y\rangle _{\mathbf {Top} _{\diamond }}\rightleftharpoons \langle X,\;\mathrm {Map} _{*}(A,Y)\rangle _{\mathbf {Top} _{\diamond }}.}
Oznaczmy przez {\displaystyle \mathbf {S} ^{n}} sferę {\displaystyle n}-wymiarową {\displaystyle (n\geqslant 0).} Przestrzeń {\displaystyle \Sigma (X)=X\wedge \mathbf {S} ^{1}} może być utożsamiona ze zredukowanym zawieszeniem przestrzeni {\displaystyle X} (ang. reduced suspension lub based suspension). W teorii homotopii odwzorowania ciągłe {\displaystyle \mathbf {S} ^{1}\to X} zwane są pętlami (ang. loop) w przestrzeni {\displaystyle (X,a^{\diamond }).} Funktor pętli {\displaystyle \Omega } obiektowi {\displaystyle (X,a^{\diamond })} przyporządkowuje przestrzeń pętli w {\displaystyle X,} tzn. zbiór {\displaystyle \Omega (X)=\mathrm {Map} _{*}(\mathbf {S} ^{1},X).} Wstawiając {\displaystyle A=\mathbf {S} ^{1}} do powyższej równoważności naturalnej funktorów {\displaystyle -\!\times \!A} i {\displaystyle \langle A,-\rangle } stwierdzamy, że funktor zawieszenia {\displaystyle \Sigma } z kategorii {\displaystyle \mathbf {Top} _{\diamond }} do {\displaystyle \mathbf {Top} _{\diamond }} jest lewym sprzężonym do funktora {\displaystyle \Omega .} Po przejściu do klas homotopii otrzymuje się równoważność naturalną
{\displaystyle [\Sigma X,Y]_{\mathrm {Htp} }\rightleftharpoons [X,\Omega Y]_{\mathrm {Htp} },}
gdzie {\displaystyle [X,Y]_{\mathrm {Htp} }} oznacza zbiór klas homotopii przestrzeni {\displaystyle \mathrm {Map} _{*}(X,Y).} Wykorzystując {\displaystyle n}-krotnie te sprzężenia i to, że {\displaystyle \Sigma (\mathbf {S} ^{n})} jest homeomorficzne z {\displaystyle \mathbf {S} ^{n+1},} otrzymuje się ciąg równoważności naturalnych:
{\displaystyle \pi _{n}(X)\rightleftharpoons [\Sigma ^{n}\mathbf {S} ^{0},X]_{\mathrm {Htp} }\rightleftharpoons [\Sigma ^{n-1}\mathbf {S} ^{0},\Omega X]_{\mathrm {Htp} }\rightleftharpoons \dots \rightleftharpoons [\mathbf {S} ^{0},\Omega ^{n}X]_{\mathrm {Htp} }}
w których {\displaystyle \pi _{n}(X)=[\mathbf {S} ^{n},X]_{\mathrm {Htp} }} oznacza {\displaystyle n}-tą grupę homotopii przestrzeni {\displaystyle (X,x^{\diamond }).}

## Funktory sprzężone kontrawariantne
W przypadku funktorów kontrawariantnych mamy dwa rodzaje sprzężenia. Mianowicie jeśli {\displaystyle \Phi \colon {\mathfrak {A}}\to {\mathfrak {B}}} i {\displaystyle \Psi \colon {\mathfrak {B}}\to {\mathfrak {A}}} są funktorami kontrawariantnymi, to wyznaczają one cztery funktory kowariantne.
{\displaystyle ^{*}\Phi \colon {\mathfrak {A}}^{\mathrm {op} }\to {\mathfrak {B}},\quad \Phi ^{*}\colon {\mathfrak {A}}\to {\mathfrak {B}}^{\mathrm {op} },\quad ^{*}\Psi \colon {\mathfrak {B}}^{\mathrm {op} }\to {\mathfrak {A}},\quad \Psi ^{*}\colon {\mathfrak {B}}\to {\mathfrak {A}}^{\mathrm {op} }.}
Dokonuje się tego poprzez złożenia funktorów {\displaystyle \Phi ,\Psi } z funktorami dualizacji.
{\displaystyle {\mathfrak {A}}^{\mathrm {op} }\to {\mathfrak {A}}\to {\mathfrak {B}},\quad {\mathfrak {A}}\to {\mathfrak {B}}\to {\mathfrak {B}}^{\mathrm {op} },\quad {\mathfrak {B}}^{\mathrm {op} }\to {\mathfrak {B}}\to {\mathfrak {A}},\quad {\mathfrak {B}}\to {\mathfrak {A}}\to {\mathfrak {A}}^{\mathrm {op} }}
Funktory kontrawariantne {\displaystyle \Phi ,\Psi } nazywają się prawostronnie sprzężone, gdy {\displaystyle \Phi ^{*}} jest lewym sprzężonym do {\displaystyle ^{*}\Psi .} Jest to równoważne temu, że {\displaystyle ^{*}\Phi } jest prawym sprzężonym do {\displaystyle \Psi ^{*}.} Funktory {\displaystyle \Phi ,\Psi } nazywają się lewostronnie sprzężone, gdy {\displaystyle \Phi ^{*}} jest prawym sprzężonym do {\displaystyle ^{*}\Psi .} Jest to równoważne temu, że {\displaystyle ^{*}\Phi } jest lewym sprzężonym do {\displaystyle \Psi ^{*}.}
Na przykład jeśli {\displaystyle B} jest ustaloną przestrzenią liniową nad ciałem {\displaystyle K,} to kontrawariantny funktor {\displaystyle \mathrm {Hom} ({-},B){:}\ \mathbf {Vect_{K}} \to \mathbf {Vect_{K}} } jest prawostronnie sprzężony sam do siebie.

## Związek z pojęciem jednoznacznej faktoryzacji
Funktory sprzężone mogą być zdefiniowane w języku zagadnień jednoznacznej faktoryzacji. Mianowicie dowodzi się, że funktor kowariantny {\displaystyle \Phi \colon {\mathfrak {A}}\to {\mathfrak {B}}} jest lewym sprzężonym do funktora {\displaystyle \Psi \colon {\mathfrak {B}}\to {\mathfrak {A}}} wtedy i tylko wtedy, gdy istnieje transformacja naturalna {\displaystyle \{\eta _{A}\}_{A\in {\mathrm {Ob} {\mathfrak {A}}}}} z funktora tożsamościowego {\displaystyle i\colon {\mathfrak {A}}\to {\mathfrak {A}}} do złożenia {\displaystyle \Psi \Phi \colon {\mathfrak {A}}\to {\mathfrak {A}}} taka, że dla dowolnych obiektów {\displaystyle A\in \mathrm {Ob} {\mathfrak {A}},\;B\in \mathrm {Ob} {\mathfrak {B}}} i dowolnego morfizmu {\displaystyle \xi \colon A\to \Psi (B)} kategorii {\displaystyle {\mathfrak {A}}} istnieje jeden i tylko jeden morfizm {\displaystyle \theta \colon \Phi (A)\to B} kategorii {\displaystyle {\mathfrak {B}}} taki, że odpowiedni diagram komutuje, tzn. {\displaystyle \Psi (\theta )\eta _{A}=\xi }.
Kluczowym narzędziem dowodowym w omawianym tu kręgu zagadnień jest lemat Yonedy.

## Reflektory i quasi-reflektory
Załóżmy, że {\displaystyle {\mathfrak {B}}} jest podkategorią kategorii {\displaystyle {\mathfrak {A}}.} Funktor {\displaystyle \Phi \colon {\mathfrak {A}}\to {\mathfrak {B}}} jest lewym sprzężonym do funktora inkluzji {\displaystyle i\colon {\mathfrak {B}}\to {\mathfrak {A}}} wtedy i tylko wtedy, gdy jest reflektorem, tzn. ma następującą własność: Każdemu {\displaystyle A\in \mathrm {Ob} {\mathfrak {A}}} przyporządkowany jest morfizm {\displaystyle \tau _{A}\colon A\to \Phi (A)} w kategorii {\displaystyle {\mathfrak {A}}} (tu {\displaystyle \Phi (A)\in \mathrm {Ob} {\mathfrak {B}}\subset \mathrm {Ob} {\mathfrak {A}}}) mający własność jednoznacznej faktoryzacji: dla każdego {\displaystyle B\in \mathrm {Ob} {\mathfrak {B}}} i każdego morfizmu {\displaystyle \xi \colon A\to B} w podkategorii {\displaystyle {\mathfrak {B}}} istnieje jeden i tylko jeden morfizm {\displaystyle \theta \colon \Phi (A)\to B} w {\displaystyle {\mathfrak {B}}} taki, że diagram komutuje, tj. {\displaystyle \theta \tau =\xi .} Podobnie definiuje się pojęcie quasi-reflektora jako lewego sprzężonego do funktora zapominania {\displaystyle \Box \colon {\mathfrak {B}}\to {\mathfrak {A}}.}
Liczne przykłady reflektorów i quasi-reflektorów można znaleźć w rozmaitych dziedzinach matematyki. Oto niektóre z nich.
- Uzupełnienie przestrzeni metrycznej (metodą Cantora) wraz z przedłużeniem przekształceń spełniających warunek Lipschitza z przestrzeni do ich uzupełnień wyznacza reflektor z kategorii {\displaystyle \mathbf {Metr} } do podkategorii pełnej przestrzeni zupełnych.
- Abelianizacja grupy[8]. Jeżeli {\displaystyle N=[G,G]} oznacza komutant grupy {\displaystyle G,} to epimorfizmy kanoniczne {\displaystyle G\to G/N} wyznaczają reflektor z {\displaystyle \mathbf {Grp} } do {\displaystyle \mathbf {Ab} .}
- Uprzemiennianie pierścienia {\displaystyle R} przez epimorfizm kanoniczny {\displaystyle R\to R/I,} gdzie {\displaystyle I} jest ideałem dwustronnym generowanym przez komutatory {\displaystyle ab{-}ba} wyznacza reflektor z kategorii pierścieni do podkategorii pełnej pierścieni przemiennych[9].
- Grupa abelowa {\displaystyle A} nazywa się beztorsyjna, gdy każdy jej niezerowy element {\displaystyle u} ma rząd nieskończony, tzn. {\displaystyle nu\neq 0} dla {\displaystyle n\neq 0} ({\displaystyle n} naturalne). Dla dowolnego obiektu {\displaystyle A} kategorii {\displaystyle \mathbf {Ab} } kanoniczny epimorfizm z {\displaystyle A} na grupę ilorazową {\displaystyle A/N} (gdzie {\displaystyle N} jest podgrupą wszystkich elementów rzędu skończonego) ma powyższą własność jednoznacznej faktoryzacji i wyznacza reflektor z {\displaystyle \mathbf {Ab} } do jej podkategorii pełnej grup beztorsyjnych[7].
- Kategoria {\displaystyle \mathbf {Vect} _{\mathbb {C} }} przestrzeni wektorowych nad ciałem {\displaystyle \mathbb {C} } liczb zespolonych nie jest podkategorią kategorii {\displaystyle \mathbf {Vect} _{\mathbb {R} },} ale można rozważać funktor zapominania {\displaystyle \Box {:}\ \mathbf {Vect} _{\mathbb {C} }\to \mathbf {Vect} _{\mathbb {R} }} („zapomina się” o mnożeniu przez skalary urojone). Dla dowolnej przestrzeni wektorowej A nad ciałem {\displaystyle \mathbb {R} } rozpatrujemy przyporządkowanie obiektowe funktora Φ jako Φ(A) = A×A z działaniem dodawania określonym jak w sumie prostej i mnożeniem wektora {\displaystyle (a,b)} przez skalar {\displaystyle s+it} określonym wzorem {\displaystyle (s+it)(a,b)=(sa-tb,sb+ta)}[10].

## Funktory reprezentowalne
Funktor kowariantny {\displaystyle \Gamma \colon {\mathfrak {A}}\to \mathbf {Set} } nazywa się reprezentowalny przez obiekt {\displaystyle A_{0},} gdy jest naturalnie równoważny funktorowi głównemu {\displaystyle \langle A_{0},-\rangle _{\mathfrak {A}}.}
W analogiczny sposób definiuje się reprezentowalność funktora kontrawariantnego jako naturalną równoważność funktorowi {\displaystyle \langle -,A_{0}\rangle _{\mathfrak {A}}}.
Na przykład funktor zapominania {\displaystyle \Box {:}\mathbf {Top} \to \mathbf {Set} ,} który każdej przestrzeni topologicznej przyporządkowuje jej nośnik (tzn. zbiór jej elementów, bez żadnej topologii), jest reprezentowalny przez przestrzeń jednopunktową. Podobnie funktor zapominania {\displaystyle \Box {:}\mathbf {Grp} \to \mathbf {Set} } z kategorii grup jest reprezentowalny przez grupę {\displaystyle \mathbf {Z} } (wolną o jednym generatorze).
Funktor kowariantny z \mathbf{Set} do \mathbf{Set}, którego przyporządkowaniem obiektowym jest {\displaystyle A\to A\times A,} jest reprezentowalny przez zbiór {\displaystyle \mathbf {2} =\{0,1\};} opiera się to na tym, że każdy element {\displaystyle \varphi } zbioru {\displaystyle \langle \mathbf {2} ,A\rangle _{\mathbf {Set} }} jest funkcją {\displaystyle \varphi \colon \{0,1\}\to A,} odpowiadającą parze {\displaystyle (a_{0},a_{1})} w {\displaystyle A\times A.}
Kontrawariantny funktor potęgowy {\displaystyle {\mathcal {P}}_{-}{:}\ \mathbf {Set} \to \mathbf {Set} } jest też reprezentowalny przez zbiór {\displaystyle \mathbf {2} =\{0,1\},} bowiem każdy element zbioru {\displaystyle \langle A,\mathbf {2} \rangle } (czyli funkcja z {\displaystyle A} do {\displaystyle \mathbf {2} }) jest funkcją charakterystyczną jakiegoś podzbioru zbioru {\displaystyle A.}
Podstawowy związek między omawianymi tu pojęciami wyraża następujące twierdzenie. Na to, aby funktor kowariantny {\displaystyle \Psi \colon {\mathfrak {B}}\to {\mathfrak {A}}} miał lewy sprzężony, potrzeba i wystarcza, aby dla każdego obiektu {\displaystyle A\in \mathrm {Ob} {\mathfrak {A}}} istniał obiekt {\displaystyle B\in \mathrm {Ob} {\mathfrak {B}}} taki, że funktor {\displaystyle \langle A,\Psi (-)\rangle _{\mathfrak {A}}} z {\displaystyle {\mathfrak {B}}} do {\displaystyle \mathbf {Set} } jest reprezentowalny przez {\displaystyle B.} Okazuje się, że wówczas {\displaystyle \Phi (A)=B.}

## Własności funktorów sprzężonych
Załóżmy, że funktor {\displaystyle \Phi \colon {\mathfrak {A}}\to {\mathfrak {B}}} jest lewym sprzężonym do funktora {\displaystyle \Psi \colon {\mathfrak {B}}\to {\mathfrak {A}}.} Wówczas funktory te mają następujące własności.
- {\displaystyle \Phi } zachowuje epimorfizmy, tzn. dla każdego epimorfizmu {\displaystyle \lambda \colon A_{1}\to A_{2}} kategorii {\displaystyle {\mathfrak {A}}} morfizm {\displaystyle \Phi \lambda \colon \Phi (A_{1})\to \Phi (A_{2})} kategorii {\displaystyle {\mathfrak {B}}} jest też epimorfizmem. Dualnie, funktor {\displaystyle \Psi } zachowuje monomorfizmy.
- {\displaystyle \Phi } zachowuje koprodukty, tzn. jeżeli {\displaystyle A_{1}\!\sqcup \!A_{2}} jest koproduktem obiektów {\displaystyle A_{1},A_{2}} w kategorii {\displaystyle {\mathfrak {A}},} to {\displaystyle \Phi (A_{1}\!\sqcup \!A_{2})} jest koproduktem obiektów {\displaystyle \Phi (A_{1}),\Phi (A_{2})} w kategorii {\displaystyle {\mathfrak {B}}.} Dotyczy to również koproduktów nieskończonych rodzin obiektów. Dualnie, funktor {\displaystyle \Psi } zachowuje produkty.
- {\displaystyle \Phi } zachowuje obiekty początkowe, a {\displaystyle \Psi } zachowuje obiekty końcowe.
- {\displaystyle \Phi } zachowuje koekwalizatory, a {\displaystyle \Psi } zachowuje ekwalizatory.
- Ogólniej, {\displaystyle \Phi } zachowuje kogranice (końce) diagramów, a {\displaystyle \Psi } zachowuje granice (początki) diagramów.

### Twierdzenie Freyda o istnieniu funktora sprzężonego
W przypadku kategorii zupełnych powyższe własności funktora {\displaystyle \Psi } są niemal warunkami dostatecznymi na istnienie lewego sprzężonego do {\displaystyle \Psi .}
Twierdzenie Freyda. Załóżmy, że {\displaystyle {\mathfrak {B}}} jest kategorią zupełną i lokalnie małą. Na to, by funktor {\displaystyle \Psi \colon {\mathfrak {B}}\to {\mathfrak {A}}} miał lewy sprzężony, potrzeba i wystarcza, by {\displaystyle \Psi } zachowywał granice diagramów oraz spełniał tzw. warunek zbioru rozwiązującego.
Warunek ten, dość skomplikowany, jest spełniony przez większość typowych kategorii. Wystarczy np. by kategoria {\displaystyle {\mathfrak {B}}} miała separator, tzn. obiekt {\displaystyle S} taki, że każdej pary morfizmów {\displaystyle \varphi \colon B_{1}\to B_{2},} {\displaystyle \psi \colon B_{1}\to B_{2},} {\displaystyle \varphi \neq \psi } istniał morfizm {\displaystyle \xi \colon B_{2}\to S} taki, że {\displaystyle \xi \varphi \neq \xi \psi } (takim obiektem {\displaystyle S} jest np. ciało skalarów w {\displaystyle \mathbf {Vect_{K}} } oraz przedział [0,1] w {\displaystyle \mathbf {Comp} }).

## Dalsze przykłady funktorów sprzężonych
Pary funktorów sprzężonych ujawniają się w dość nieoczekiwanych miejscach. Wymienimy niektóre z nich.
1) W każdej algebrze Heytinga {\displaystyle L,} dla każdego {\displaystyle a\in L} funktor {\displaystyle \Phi _{a}} z {\displaystyle L} w {\displaystyle L} o przyporządkowaniu obiektowym {\displaystyle \Phi _{a}(b)=a\wedge b} jest lewym sprzężonym funktora {\displaystyle \Psi _{a}} o przyporządkowaniu obiektowym {\displaystyle \Psi _{a}(b)=a\to b.}
2) Niech {\displaystyle \mathbf {I} \colon {\mathfrak {A}}\to \mathbf {1} } oznacza jedyny funktor z danej kategorii {\displaystyle {\mathfrak {A}}} do kategorii {\displaystyle \mathbf {1} } utworzonej ze zbioru jednoelementowego {\displaystyle 1} i jego identyczności {\displaystyle \mathbf {i} _{1}\colon 1\to 1.} Istnienie funktora {\displaystyle \Lambda \colon \mathbf {1} \to {\mathfrak {A}}} lewego sprzężonego do {\displaystyle \mathbf {I} } jest równoważne istnieniu obiektu początkowego w {\displaystyle {\mathfrak {A}},} a istnienie funktora {\displaystyle \Gamma \colon \mathbf {1} \to {\mathfrak {A}}} prawego sprzężonego do {\displaystyle \mathbf {I} } jest równoważne istnieniu obiektu końcowego w {\displaystyle {\mathfrak {A}}}.
3) Symbolem {\displaystyle \mathrm {Form} (x_{1},\dots ,x_{n})} oznaczmy kategorię, w której obiektami są formuły {\displaystyle \varphi (x_{1},\dots ,x_{n})} języka logiki pierwszego rzędu, a morfizmami
{\displaystyle \varphi (x_{1},\dots ,x_{n})\vdash \psi (x_{1},\dots ,x_{n})}
są wynikania. Oczywiste zanurzenie {\displaystyle \mathbf {I} \colon \mathrm {Form} (x_{1},\dots ,x_{n})\to \mathrm {Form} (x_{1},\dots ,x_{n},y),} w którym {\displaystyle y} nie jest zmienną wolną w {\displaystyle (x_{1},\dots ,x_{n}),} jest funktorem. Z reguł rachunku kwantyfikatorów wynika, że funktor {\displaystyle \exists _{y}\colon \mathrm {Form} (x_{1},\dots ,x_{n},y)\to \mathrm {Form} (x_{1},\dots ,x_{n})} jest lewym sprzężonym funktora {\displaystyle \mathbf {I} ,} a funktor
{\displaystyle \forall _{y}\colon \mathrm {Form} (x_{1},\dots ,x_{n},y)\to \mathrm {Form} (x_{1},\dots ,x_{n})}
jest prawym sprzężonym funktora {\displaystyle \mathbf {I} }.